# Скшишев
Скшишев (пол. Skrzyszew) — село в Польщі, у гміні Улян-Майорат Радинського повіту Люблінського воєводства.
Населення — 178 осіб (2011).

## Демографія
Демографічна структура станом на 31 березня 2011 року:
|          | Загалом | Допрацездатний вік | Працездатний вік | Постпрацездатний вік |
| -------- | ------- | ------------------ | ---------------- | -------------------- |
| Чоловіки | 86      | 22                 | 55               | 9                    |
| Жінки    | 92      | 21                 | 59               | 12                   |
| Разом    | 178     | 43                 | 114              | 21                   |